# Кончев, Владимир Егорович
Владимир Егорович Кончев (род. 18 сентября 1954, Улаганский район, Алтайский край) — художественный руководитель, дирижёр Государственного оркестра Республики Алтай, руководитель студии «Алтай» («Алтайская студия мальчиков») при Горно-Алтайской детской музыкальной школе № 1, композитор, музыкант-аранжировщик, инструменталист, педагог, председатель Правления Регионального хорового общества Республики Алтай филиала Всероссийского Хорового Общества. Заслуженный деятель искусств Российской Федерации. лауреат премии Правительства Российской Федерации «Душа России» (2008). В 2025 году награждён Почётной грамотой Президента Российской Федерации.

## Биография
Образование: Среднее профессиональное, домра Абаканское музыкальное училище, 1973 г.;
Высшее профессиональное, домра дирижёр оркестра народных инструментов, Государственный музыкально-педагогический институт им. Гнесиных,1979 г.

С 1982 г. работает режиссёром постановщиком эстрадного бюро, затем заведующим музыкальной части Горно-Алтайского драматического театра.

В 1987—1988 гг. проходит профессиональную стажировку как дирижёр и педагог в Новосибирской консерватории им. М. И. Глинки. 

1986—2003 гг. — художественный руководитель Концертно-эстрадного бюро (впоследствии преобразованном им в Государственную филармонию Республики Алтай). В этот период создает национальный фольклорный ансамбль «Алтай», быстро набравшего популярность. Деятельность ансамбля популяризирует алтайские народные традиции, обычаи, обряды и фольклорную музыку. С 1986 по 2003 гг. осуществил с ансамблем более 50 концертных программ, спектаклей, театрализованных представлений: «Тебе Алтай», «Вступающему на тропу судьбы», «Народные игрища-ойын», «Песни голубых гор», «Мы — кочевников племя», «Алтай», «Сакылта — ожидание», «Шаманская мистерия» и т. д. Следует выделить постановку алтайского героического эпоса «Очы Бала» (по сказу А. Калкина) — уникальная экспериментальная работа. Постановочная группа во главе с В. Кончевым обратилась к реконструкции образцов исторического и национального костюма, создала их сценические коллекции, в этом же ключе были созданы реквизиты и декорации. Хореография в исполнении артистов ансамбля создавала необходимый этнический ритм, сочетающий классические балетные приёмы с сугубо ритуальным рисунком. Фестивальные, конкурсные, гастрольные поездки ансамбля «Алтай» охватывают многие регионы России и зарубежья: Новая Зеландия, Япония, Монголия, Хакасия, Латвия, Тува, Киргизия и т. д. В 2003 г. создается Государственный оркестр Республики Алтай, под руководством В. Кончева. В репертуаре молодого оркестра интерес вызывает музыка, написанная Владимиром Егоровичем на материале алтайского фольклора, исполняемые национальными и классическими инструментами, особо следует отметить торжественную сюиту «Алтай», для оркестра с комусом (2001 г.), «Шанкы» (1990 г.), музыку к балету «Очы-Бала» (1991 г.), «Шаманская мистерия» (1993 г.), музыку к танцам «Куреш» (2002 г.) «Принцесса Укок» (2004 г.), «Грифон» (2004 г.), «Попурри на алтайские темы для оркестра (комус, икили, кай)» (2013 г.), «Алтай — Газпром» (2012 г.) и другие произведения аранжированные и инструментированные автором. Очень значимо, что в исполнении профессионального коллектива Государственного оркестра Республики Алтай звучат древние инструменты — топшур, дьадаан, икили, комус, барабаны — тампа. В процессе научной, творческой, методической, педагогической деятельности с начала 80-х годов В. Кончев через синтез богатейших народных музыкальных традиций с современным профессиональным искусством решает проблему возрождения и совершенствования национальных музыкальных инструментов. Сегодня музыкальные инструменты уже не музейные экспонаты, а широко используемые в деятельности творческих коллективов Алтая «рабочие» инструменты. Сегодня Государственный оркестр осуществляет большую культурно-просветительскую деятельность, объезжая с гастролями практически все села Республики Алтай. Зрители самых труднодоступных сел могут услышать в живом исполнении работы ведущих мастеров сцены Республики Алтай, Алтайского края, Российской Федерации.
В 1999 г. В. Кончев, открывает при Детской музыкальной школе № 1, экспериментальную студию «Алтай» («Алтайская студия мальчиков»), где мальчикам с 9-10 летнего возраста преподают такие дисциплины: «алтайские народные инструменты», «горловое, народное и академическое пение», «декоративно-прикладное творчество», «сольфеджио», «хореография», «этика» и т. д. Учащиеся выступают в Республике Алтай, в регионах России и за рубежом. Некоторые выпускники студии с успехом продолжили своё музыкальное образование (Л. Лиров, А. Модоров, Д. Сатин, С. Ойношев, и мн. др.). В 2008 году студия награждена Государственной премией Республики Алтай имени Г. И. Чорос-Гуркина в области литературы и искусства «За достижения в области музыкального, хореографического и театрального искусства». 

В периоды работы в должности Председателя Комитета по культуре Правительства РА, затем Министра культуры Республики Алтай (1992—1998 гг.) (2006 г.- по н. вр.), Кончев В. Е. явился инициатором и руководителем первой в России целевой программы «Сохранение культуры народов Алтая», ставшей образцом и основой для разработки программ в области сохранения культурного наследия для других регионов России. Также в этот период разработаны законы «О культурно-историческом наследии Алтая», «О туризме», «Об обязательном библиотечном экземпляре», охватывающие все грани сохранения культурного наследия Республики Алтай. В 1992 г. Кончев В. Е. выступил инициатором создания в структуре Министерства государственного некоммерческого учреждения «Агентство по культурно-историческому наследию» по сохранению объектов культурного наследия". В 2008 г. принят закон «О регулировании отношений в области развития нематериального культурного наследия» (от 5 декабря 2008 г. N 120-РЗ), который является одним из первых в Российской Федерации. Согласно данному закону в республике ведётся государственный реестр объектов нематериального культурного наследия и утверждена ведомственная целевая программа «Сохранение и развитие нематериального наследия Республики Алтай на 2010—2012 годы». С 2008 года проводится инвентаризация и паспортизация всех объектов культурного наследия. В 2010 году в структуре Министерства культуры РА создается отдел по сохранению, использованию, популяризации и государственной охране объектов культурного наследия, национальной политике и общественным связям. В министерство культуры РА были переданы федеральные полномочия в области сохранения популяризации и государственной охране объектов культурного наследия. 

С 2012 года действует творческий проект, созданный В. Кончевым, — трио «Сказители Алтая». За небольшой срок деятельности солисты группы — молодые исполнители алтайского горлового пения достойно представляют Республику Алтай на разных мировых сценических площадках (г. Санкт-Петербург, Дагестан, Германия, Китай и т. д.).
В 2013 году в Республике Алтай при его активном участии создается первый в России филиал Всероссийского хорового общества.
В 2014 году В. Е. Кончев входит в состав Президиума Координационного совета при Министерстве культуры Российской Федерации, а также решением министров культуры Сибири избирается руководителем Координационного совета по культуре Сибирского федерального округа.
В 2014 году добровольно подает в отставку с должности министра культуры.
В 2014 −2016 гг. председатель Общественной палаты Республики Алтай четвёртого созыва.

Творческая, профессиональная деятельность Кончева В. Е. многогранна, проявляясь практически в каждом событии в регионе.
Вызывают большой общественный резонанс совместные с ГТРК «Горный Алтай» медиа-проекты: конкурс красоты «Принцесса Алтая»; музыкальный проект «Амаду»; спортивное шоу «Битва Барсов», съемки фильма «Кайчи», ролик «Мы-чемпионы» и мн. другое.
В. Е. Кончев постоянно приглашается для работы в качестве эксперта, члена жюри, советов и т. д. Деятельность Кончева В. Е. отмечена многочисленными благодарственными письмами, почетными грамотами республиканских министерств, федеральных ведомств, общественных организаций России.